# Emmanuel de Las Cases

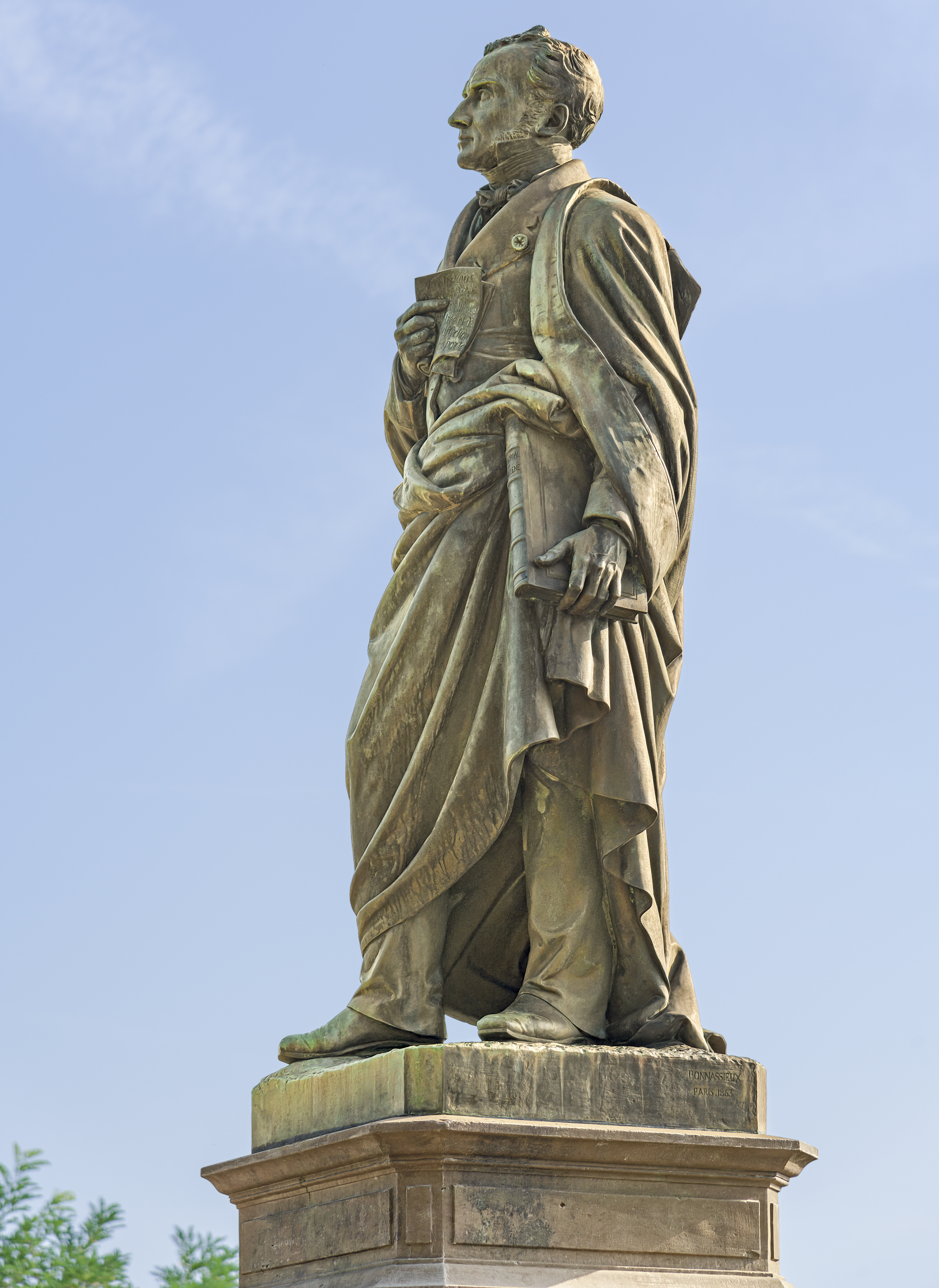
Emmanuel Augustin Dieudonné Las Cases

Emmanuel-Augustin-Dieudonné-Joseph de Las Cases [las kaz] (* 21. Juni 1766 auf Schloss Las Cases bei Revel (Haute-Garonne); † 15. Mai 1842 in Passy-sur-Seine, Département Seine-et-Marne) war französischer Marineoffizier und Staatsmann unter Napoleon. Er folgte letzterem bei dessen zweiter Abdankung freiwillig für 18 Monate in die Gefangenschaft auf St. Helena und wurde durch die Veröffentlichung seiner Tagebücher aus dieser Zeit weltberühmt.

## Leben
Als Sohn einer nicht sehr reichen, adeligen Familie vom Land, die jedoch in seinen Jugendjahren am Königshof eingeführt wurde, schien der Weg von Emmanuel de Las Cases klar definiert: er trat mit elf Jahren in die École Militaire von Vendôme und 1780 in die École Militaire von Paris ein, wo er auf eine Offizierslaufbahn in der Marine vorbereitet wurde. Er nahm auf französischer Seite in den letzten beiden Jahren des Amerikanischen Unabhängigkeitskrieges teil sowie an der Belagerung von Gibraltar im Jahr 1782 durch französische Kriegsschiffe. Von 1784 bis 1789 blieb er in nordamerikanischen Gewässern und führte dort verschiedene maritime Operationen durch. Zum Zeitpunkt der Französischen Revolution diente er schließlich als Leutnant in der Marine.
Nach Ausbruch der Revolution wanderte er 1791, wie viele andere adelige Familien, nach Worms und Koblenz aus und machte 1792 den Feldzug gegen das revolutionäre Frankreich mit. Im selben Jahr flüchtete er nach England, wo er sein Einkommen als Hauslehrer bestritt. Der Verlust des Familienvermögens durch die Revolution hatte ihn in sehr ärmliche Verhältnisse gestürzt. Sein unter dem Pseudonym Le Sage erscheinender Atlas historique, chronologique, géographique et généalogique (Paris 1803 bis 1804), deutsch bearbeitet und vermehrt von Alexander von Dusch und Josua Eyselein (Karlsruhe 1826–1827), wendeten diese persönlichen Missstände ab.
Durch den Friede von Amiens und die Amnestie für Exilfranzosen durch den Ersten Konsul konnte Las Cases 1802 wieder nach Frankreich zurückkehren. Er ließ sich daraufhin in Paris als Buchhändler nieder. Seine Situation war jedoch als emigrierter Franzose adeligen Standes und seiner unveränderten Fürsprache gegenüber der Monarchie nicht unkompliziert. Den Rat ehemaliger Kameraden, sich dem imperialen Hof anzuschließen, lehnte er ab.
Er kehrte zur Armee zurück und lenkte durch seine guten Leistungen sowie seiner Bekanntschaft mit Joséphine (die ihn persönlich zum Chambellan machen wollte) und dem Marineminister Denis Decrès die Aufmerksamkeit Napoleons auf sich. 1808 wurde Las Cases zum Reichsbaron und 1809 zum Chambellan und Requetenmeister in der Marinesektion des Staatsrats ernannt. Seit dieser Zeit wurde er mit verschiedenen Missionen, unter anderem mit der Inspektion der Gefängnisse, Hospitäler etc., beauftragt.
Bei der ersten Invasion der Verbündeten im Jahre 1814 kommandierte er die 10. Legion der 1789 errichteten Nationalgarde, die in den Kämpfen um Paris große Verluste erlitt. Nach Napoleons erster Abdankung ging er für kurze Zeit nach England, trat aber nach dessen Rückkehr von Elba wieder in den Staatsrat ein.
Nach Napoleons zweiter Abdankung erbat er sich von demselben die Erlaubnis, samt seinem ältesten Sohn, Emmanuel Pons Dieudonné de Las Cases, ihm nach St. Helena folgen zu dürfen. Er ließ dafür seine Frau und sein jüngstes Kind in Frankreich zurück. Auf St. Helena diktierte ihm Napoleon einen Teil seiner Mémoires. Las Cases diente Napoleon aufgrund seiner Englischkenntnisse auch als Vermittler zwischen ihm und den Engländern.
Da Las Cases aber heimliche Verbindungen mit Europa anknüpfte, wurde er am 27. November 1816 nebst seinem Sohn von Napoleon getrennt und nach einem kurzen, unfreiwilligen Aufenthalt am Kap der Guten Hoffnung nach Europa zurückgeschickt, wo er zwischen den Jahren 1817 und 1821 in Österreich, Frankfurt a. M. und schließlich in Belgien lebte. 1821 kehrte er nach Frankreich zurück.
Seine Bemühungen, die Monarchen des Aachener Kongresses zu einer Erleichterung des Loses Napoleons zu bewegen, blieben erfolglos. Nach dessen Tod veröffentlichte er das bekannte Mémorial de Sainte-Hélène (Paris 1821–1823, 8 Bde.), wozu Barry O’Mearas Napoleon in exile die Fortsetzung bildet.
Eine Gegenschrift des von Las Cases hart angegriffenen Kommandanten von St. Helena, Hudson Lowe, veranlasste Las Cases, nach London zu reisen, um von demselben persönliche Genugtuung zu fordern, doch bewirkte dieser sofort Las Cases Ausweisung. Nach der Julirevolution trat Las Cases von 1831 bis 1843 zweimal als Abgeordneter für St-Denis in die Kammer, wo er seinen Sitz auf der äußersten Linken nahm.
Am 15. Mai 1842 starb Las Cases in seinem Haus in Passy-sur-Seine und wurde auf dem Cimetière de Passy beerdigt.

## Bibliographie
- Atlas historique, chronologique, géographique et généalogique (Paris 1803 bis 1804, deutsch bearbeitet und vermehrt von Dusch und Eyselein, Karlsruhe 1826–1827)
- Atlas historique, généalogique, chronologique et géographique : Avec des augmentations par [François] J[oseph Ferdinand] Marchal de Bruxelles, et de nombreuses améliorations par une societé de savans et de gens de lettres / De A. Le Sage [d.i. Emmanuel Auguste Dieudonné <Cte de Las Cases>] (Brüssel, 1827)
- Historisch-genealogisch-geographischer Atlas von Le Sage Graf Las Cases in drei und dreisig Uebersichten / aus dem Franz. der neuesten Ausg. in’s Dt. übertr. und mit zwei polit. geograph. Uebers. verm. von Alexander von Dusch, Großherzogl. Badischen Ministerialrath im Dpt. der auswärt. Angelegenheiten (Karlsruhe, 1825–1831)
- Mémoires de F. A. D., comte de Las Cases (Brüssel, 1818)
- Mémorial de Sainte Hélène, ou journal où se trouve consigné, jour par jour, ce qu’a dit et fait Napoléon durant dix-huit mois (5 Bde., London und Paris, 1823)
- Denkwürdigkeiten von Sanct-Helena, oder Tagebuch, in welchem alles, was Napoleon in einem Zeitraume von achtzehn Monaten gesprochen und gethan hat, Tag für Tag aufgezeichnet ist. Von dem Grafen von Las Cases. Aus dem Französischen übersetzt. Stuttgart; Tübingen: Cotta, 1823–1826.
- Suite au mémorial de Sainte Hélène, ou observations critiques, etc. (2 Bde., Paris, 1824), anonym erschienen, es ist aber bekannt, dass dies von Grille und Musset-Pathay geschrieben wurde.